# Giorno dell'indipendenza della Finlandia
Il Giorno dell'indipendenza della Finlandia (in finlandese Suomen itsenäisyyspäivä) è la festa nazionale della Finlandia.
Si celebra il 6 dicembre e commemora la Dichiarazione di Indipendenza della Finlandia dalla Russia, avvenuta il 6 dicembre 1917.
Figura di primo piano di questo periodo fu quella di Pehr Evind Svinhufvud, reggente di Finlandia dal 1917 al 1918.
Tornato in patria, Svinhufvud, dopo l'abdicazione dello zar (1917), fu eletto capo del Governo provvisorio che proclamò l'indipendenza di Finlandia dopo l'ascesa dei comunisti in Russia (15 novembre 1917), ottenendo il riconoscimento da parte di Mosca (4 gennaio 1918).
Anche se Svinhufvud ebbe un ruolo importante sulla scena politica finlandese nel contesto del periodo dell'indipendenza, la figura dominante dell'epoca resta quella di Carl Gustaf Emil Mannerheim, considerato ancora oggi l'eroe nazionale finlandese.
La ricorrenza nazionale viene celebrata in modo solenne: si basa su canti, parate militari e vari appuntamenti culturali dove viene rimarcato l'orgoglio nazionale e il patriottismo.
Non mancano i discorsi pubblici e le usanze tradizionali finlandesi.